# Robin Trower
Robin Leonard Trower (n. 9 martie 1945, Greater London, Anglia, Regatul Unit) este un chitarist englez de muzică rock, cunoscut mai ales ca membru al formației Procol Harum, în timpul anilor 1960 și apoi ca lider al formației sale omonime, Robin Trower Band, a cărei formulă de power trio este de inspirație hendrix-eană.

## Biografie muzicală
Crescut în stațiunea de pe litoralul englez, Southend-on-Sea, din Essex, Anglia, Robin Trower a format în 1962 un grup muzical care a fost cunoscut ca The Paramounts, în care l-a inclus ulterior pe fostul său coleg din liceu Gary Brooker.  Ulterior, în 1966, The Paramounts au hotărât să se despartă, urmărind realizarea a diferite proiecte individuale. 

### Procol Harum
În anul 1967, Trower s-a alăturat nou-formatei Procol Harum, formație cu care a cunoscut o largă consacrare și cu care a rămas până în 1972.  După decizia sa din 1973 de a continua o carieră solo și înlocuirea sa din Procol Harum cu Dave Ball), Trower a găsit identitatea individuală și stilul care i-au adus consacrarea până în ziua de azi. 

### Jude
Înainte de lansarea formației sale omonime, s-a alăturat cântărețului Frankie Miller, chitaristului bas James Dewar și fostului membru al formației Jethro Tull, bateristului Clive Bunker, pentru a forma o formație cu o scurtă durată de existență Jude.  Deși primele lor piese au fost bine primite, Jude nu a înregistrat nici un disc și s-a destrămat curând. 

### Robin Trower Band
În formarea propriei sale formații Trower l-a reținut pe Dewar ca basist, care a preluat și sarcina de vocalist principal, respectiv l-a convins pe bateristul Reg Isidore (care a fost ulterior substituit de Bill Lordan) să se alăture formației constituite în 1973, Robin Trower Band.
Cel mai faimos album al lui Trower, Bridge of Sighs (Podul suspinelor, 1974) precum și primul, respectiv al treilea din albumele solo ale trupei au fost produse de fostul coleg de la Procol Harum, organistul Matthew Fisher. 

### Alte colaborări
În 1977, considerând că atinsese deja niște jaloane ale perfomanței pe drumul devenirii unui muzician complet, Trower a atins alte zone ale sunetului muzicii sale cu albumul In City Dreams.  Continuând să se reinventeze pe sine însuși, în 1978 Trower lansează albumul Caravan to Midnight, care, fiind realizat într-un stil muzical total diferit de orice muzicianul produsese anterior, reprezenta semnul schimbării direcției sale muzicale.  Conform propriilor sale declarații, începuse să-și petreacă "mult mai mult timp și energie în a scrie și aranja materialul [muzical]" (conform, "I am spending much more time and energy and effort on writing and arranging the material,"), adăugând ulterior că "muzica de azi suferă cumplit din cauza curățeniei. Este prea rigidă, prea plată, prea [căutat] inteligentă, nu mai există destulă spontaneitate" (conform, "I think music today is suffering greatly from a cleanness.  It's too set, too pat, too clever, there's not enough spontaneity.").
În anii timpurii 1980, Trower s-a alăturat fostului basist al formației Cream, Jack Bruce, respectiv fostului său baterist Lordan, pentru realizarea două "încarnări" muzicale, cunoscute ca BLT (Bruce, Lordan and Trower) și Truce (acronim creat din Trower și Bruce).

## Discografie

### Împreună cu Procol Harum
- 1967 Procol Harum
- 1968 Shine on Brightly
- 1969 A Salty Dog
- 1970 Ain't Nothin' to Get Excited About (members of Procol Harum, as Liquorice John Death)
- 1970 Home
- 1971 Broken Barricades
- 1973 Best of Procol Harum
- 1991  Prodigal Stranger
- 1995  The Long Goodbye

### Împreună cu Robin Trower Band
- 1973 Twice Removed From Yesterday
- 1974 Bridge of Sighs   ----- Certified Gold by RIAA Arhivat în 22 februarie 2021, la Wayback Machine.
- 1975 For Earth Below   ----- Certified Gold by RIAA
- 1976 Robin Trower Live
- 1976 Long Misty Days   ----- Certified Gold by RIAA
- 1977 In City Dreams   ----- Certified Gold by RIAA
- 1978 Caravan to Midnight
- 1980 Victims of the Fury
- 1983 Back It Up
- 1985 Beyond the Mist
- 1987 Passion
- 1988 Take What You Need
- 1990 In the Line of Fire
- 1991 Essential Robin Trower
- 1994 20th Century Blues
- 1995 BBC Radio One - Live
- 1995  King Biscuit Flower Hour Presents Robin Trower
- 1997 Someday Blues
- 1999 This Was Now '74-'98 (Live)
- 2000 Go My Way
- 2002 Speed of Sound: The Best of Robin Trower
- 2003 Living Out of Time
- 2005 Another Days Blues
- 2006 Living Out of Time LIVE (Concert DVD, recorded in Germany, 9 martie 2005)

### Împreună cu Bryan Ferry Band
- 1993 -- Taxi (Bryan Ferry Band)
- 1994  -- Mamouna (Ferry)
- 2007 -- Dylanesque (Bryan Ferry Band)

### Alte colaborări
- 1981 -- BLT (with Jack Bruce & Bill Lordan)
- 1981 -- Truce (with Jack Bruce & Reg Isidore)
- 1989 -- No Stopping Anytime (Compilation with Bruce, Lordan, and Isidore)
- 2008 -- Seven Moons (with Jack Bruce & Gary Husband)